# Anopheles benguetensis
Anopheles benguetensis är en tvåvingeart som beskrevs av King 1931. Anopheles benguetensis ingår i släktet Anopheles och familjen stickmyggor.
Artens utbredningsområde är Filippinerna. Inga underarter finns listade i Catalogue of Life.